# Instituto de Física y Tecnología de Moscú
El Instituto de Física y Tecnología de Moscú IFTM, en términos oficiales Universidad Estatal de Física y Tecnología de Moscú (en ruso: Московский Физико-Технический институт), también conocido como MIPT —sigla de la traducción inglesa «Moscow Institute of Physics and Technology»—, e informalmente como Phystech (pronunciado en español como Fiztiej), es una universidad rusa establecida durante la época soviética, especializada en la instrucción de física, matemáticas y disciplinas afines, teóricas y aplicadas que prepara especialistas en el área de matemáticas aplicadas, física aplicada y teórica, y disciplinas similares. Su campus principal se sitúa en Dolgoprudny, población al norte de Moscú, y su campus secundario (el que corresponde al departamento de Aero-mecánica) se encuentra en Zhukovski, en la zona sur-occidental de Moscú.
El IFTM es una de las 29 universidades de investigación nacional. Una de las características que diferencia al IFTM del resto de universidades es el sistema de educación, llamado "Sistema Fiztiej", en el que el estudiante es preparado tanto en disciplinas de ingeniería como de ciencias exactas, orientado al trabajo en nuevas ramas de la ciencia. La gran mayoría de estudiantes está inscrito en la línea de "Matemáticas y Física aplicadas". Actualmente también se preparan estudiantes en el programa de "Análisis de sistemas y control", "Ciencias de la computación e informática", "Seguridad Computacional". En el 2009 fue abierto el programa de pregrado de "Matemáticas aplicadas y ciencias computacionales"
Desde 2011 hasta el año 2017 el IFTM ocupó el segundo puesto entre las mejores universidades de Rusia, teniendo como criterio el resultado de las pruebas de estado de los estudiantes inscritos en la universidad, ocupando el mejor lugar después de la universidad de relaciones internacionales de Moscú. En 2014 la agencia "Expert RA" declaró que el IFTM obtuvo la clase B en nivel de preparación de licenciados en toda Rusia, ocupando el primer puesto después de la Universidad Estatal de Moscú.
En mayo de 2016 el IFTM entró a la lista de las 100 universidades más prestigiosas del mundo de la revista Times Higher Education.
En este momento el IFTM es participante del proyecto 5-100 de Rusia, que pretende que incrementar la competitividad de las cinco mejores universidades rusas, para que estas alcancen a entrar a las 100 mejores universidades del mundo.
El IFTM, es aludido en muchas ocasiones como el MIT ruso.

## Sistema de estudios del IFTM
Uno de los pioneros de la fundación del IFTM, el doctor Piotr Kapitsa, en su carta a Stalin en el año de 1946 mencionó las siguientes razones para la creación de una universidad que adoptara el sistema del IFTM:
1. La formación de asignaturas especializadas se lleva a cabo no en la universidad, sino en centros de investigación por parte de investigadores de dichos institutos y en sus laboratorios, haciendo uso de sus equipos;
2. El trabajo en los centros de investigación supone un trabajo individual con cada estudiante;
3. Cada estudiante está en la obligación de participar en proyectos científicos desde el segundo año de estudios;
4. Al finalizar el periodo de estudios el estudiante debe dominar los métodos modernos de investigación teóricos y experimentales, como también tener suficientes conocimientos de ingeniería para la solución de problemas técnicos.

De acuerdo con los creadores del sistema de IFTM, en el IFTM se combinan y complementan las ciencias básicas, las asignaturas de ingeniería, como el trabajo de investigación en institutos independientes de la Academia de Ciencias de Rusia.

## Historia
A mediados de la década de 1940 un grupo de científicos soviéticos miembros de la Academia de Ciencias de la Unión Soviética, integrado por Serguéi Jristianóvich y los entonces futuros ganadores del Nobel de Física Nikolái Semiónov, Piotr Kapitsa y Lev Landáu, solicitó al gobierno la creación de una institución de educación superior distinta de las que hasta en ese momento existían en su país: el sistema que posteriormente sería conocido como Phystech.
A través de una carta dirigida a Iósif Stalin en febrero de 1946, Kapitsa expuso los motivos para el establecimiento de la nueva universidad, cuyo nombre tentativo era «Instituto de Física y Tecnología de Moscú», que sería necesaria para mantener y desarrollar mejor el potencial de defensa de la nación comunista.
En la misiva se enunciaban cuatro puntos fundamentales, los cuales eran:

- Selección prolija de jóvenes con características excepcionales.

- Docencia a cargo de los científicos más reconocidos del país, vinculados estrechamente con el entorno creativo de los educandos.

- Atención individualizada a cada estudiante memorización que caracteriza a la educación tradicional.

El 10 de marzo de 1946, el Gobierno soviético emitió un decreto que ordenaba la creación de una escuela de física y tecnología; no obstante, el plan de establecimiento se detuvo en el verano de ese mismo año.

## Departamento de Aeromecánica e Ingeniería de Vuelo

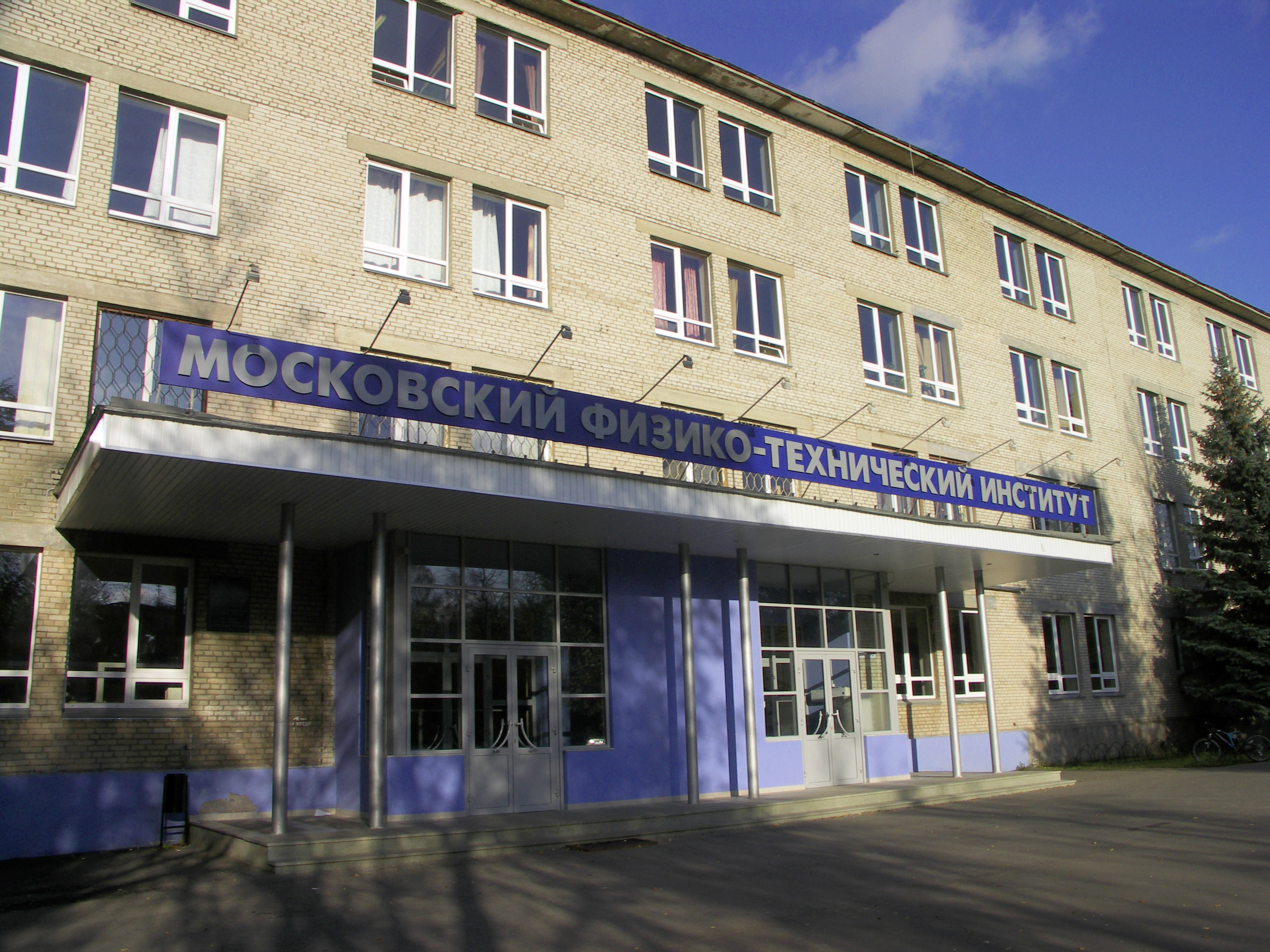
Entrada del edificio principal del departamento de Aeromecánica e Ingeniería de Vuelo.

El Departamento de Aero-mecánica e Ingeniería de Vuelo (en ruso: Факультет аэромеханики и летательной техники, ФАЛТ, FALT) es uno de los departamentos (facultades) del Instituto de Física y Tecnología de Moscú.  Se encuentra en Zhukovski, una ciudad de la óblast de Moscú situada al sureste de la capital.

## Ratingdel MIPT
En 2014, la agencia "Expert RA" asignó al MIPT dentro de la categoría de universidades de más alto ranking, y que mejor prepara a sus egresados.

## Personas destacadas
Aleksandr Abrámov - fundador de Evraz Group, N º 137 en la lista de Forbes
Borís Alioshin - vice primer ministro en el gobierno de Rusia (2003-2004), presidente de AvtoVAZ (2007-2009), director general del TsAGI (2009 -)
Borís Babaián - un pionero de los superordenadores rusos, un Intel Fellow en 2004 [12] y arquitecto de software
Yuri Baturin - exjefe de la seguridad nacional ruso, el cosmonauta (1998 y 2001 misiones)
Oleg Belotserkovski - rector de Instituto de Física y Tecnología de Moscú (1962-1987), matemático y mecánico destacado
Andréi Bolibruj - un matemático que resolvió vigésimo primer problema de Hilbert en 1989 [13]
Nikolái Borísovich Deloné (Jr.) - un físico que descubrió ionización multifotónica.
Aleksandr Frolov V - CEO de Evraz Group, N º 390 en la lista de Forbes
Sir Andre Geim - descubridor del grafeno, cinta gecko, y ranas que levitan y miembro de la Royal Society, Premio Nobel de Física de 2010
Vitali Guínzburg - destacado físico, premio Nobel en 2003 [14], cocreador de la bomba H soviética
Serguéi Guríev - economista, decano y profesor de Economía en la London Business School desde 2024
Yuri Iónov - Inestabilidad del genoma descubierto como un mecanismo de carcinogénesis colónica [15]
Aleksandr Kaleri - cosmonauta, pasó 609 días en la Mir ISS y estaciones espaciales
Piotr Kapitsa - superfluidez descubierto [16], el Premio Nobel en 1978 [17]
Leonid Jachián - famoso por su método elipsoide para la programación lineal, Premio Fulkerson (1982)
Mijaíl Kirpíchnikov - Ministro de Ciencia y Tecnología de Rusia (1998-2000), decano de la Facultad de Biología de la Universidad Estatal de Moscú (2006 -)
Alex Konanykhin - Empresario, exbanquero oligarca ruso antiguo, con asilo político en EE. UU.
Nikolái Kudryávtsev - rector de MIPT (1997 -), director de Schlumberger (2007 -)
Lev Landau - destacado físico ruso, Premio Nobel de 1962 [18]
Serguéi Lébedev - HSHAV inventado (1950) y BESM (1953) computadoras centrales
Aleksandr Migdal - 2D define la gravedad cuántica, [19] Software de visualización 2D/3D y empresario de Internet
Serguéi Nikolski - matemático ruso prominente

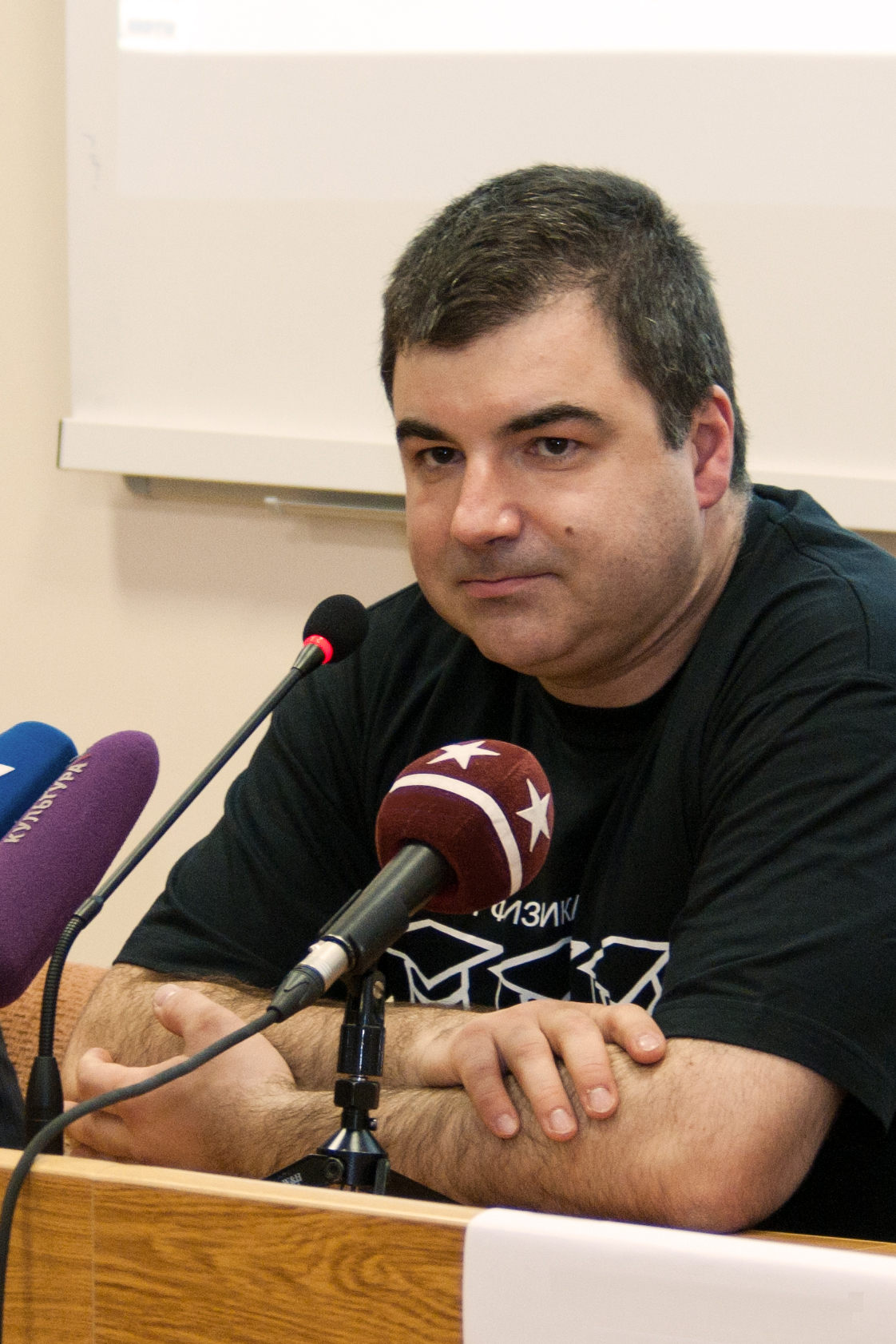
Sir Konstantín Novosiólov en 2010

Sir Konstantín Novosiólov - El Premio Nobel de Física por la investigación de grafeno de 2010, compartido con Andre Geim
Aleksandr Poliakov - cuánticos clásicos de la teoría de campo, [20] [21] [22] [23] [24] Dirac'86 [25] y Lorentz'94 Medallas
Aleksandr Prójorov - un co-inventor del láser, Premio Nobel de 1964 [26]
Borís Rauschenbach - genio en ingeniería de control, responsable de las primeras fotografías de la cara oculta de la Luna  (1959)
Borís Saltykov - El ministro ruso de Ciencia y Tecnología (1991-1996)
Aleksandr Serebrov - cosmonauta, 373 días en el espacio exterior (cuatro vuelos)
Nikolái Semiónov - más conocido por su trabajo sobre las reacciones en cadena, Premio Nobel en 1956 [27] en química
Natán Sharanski - Ministro israelí Gabinete (1996-2005), Medalla de Oro del Congreso de EE. UU. (1986)
Mijaíl Shifman - no-perturbativa de QCD clásicos, [28] [29] Sakurai Prize (1999), Premio Lilienfeld (2006)
Volodýmyr Shkídchenko - El ministro de Defensa de Ucrania (2003-2004), general de cuatro estrellas del Ejército
Rashid Siunyáiev - autor del efecto Siunyáiev-Zeldóvich y un modelo de agujeros negros [30]
Víktor Veselago - proponer una teoría [31] para los metamateriales del siglo 21 en el año 1967
Aleksandr Zamolódchikov - cuánticos clásicos de la teoría de campo [21] [23] [32]
Dmitri Zelenin - gobernador de la óblast de Tver  (2004-2011)